# Porter (piwo)

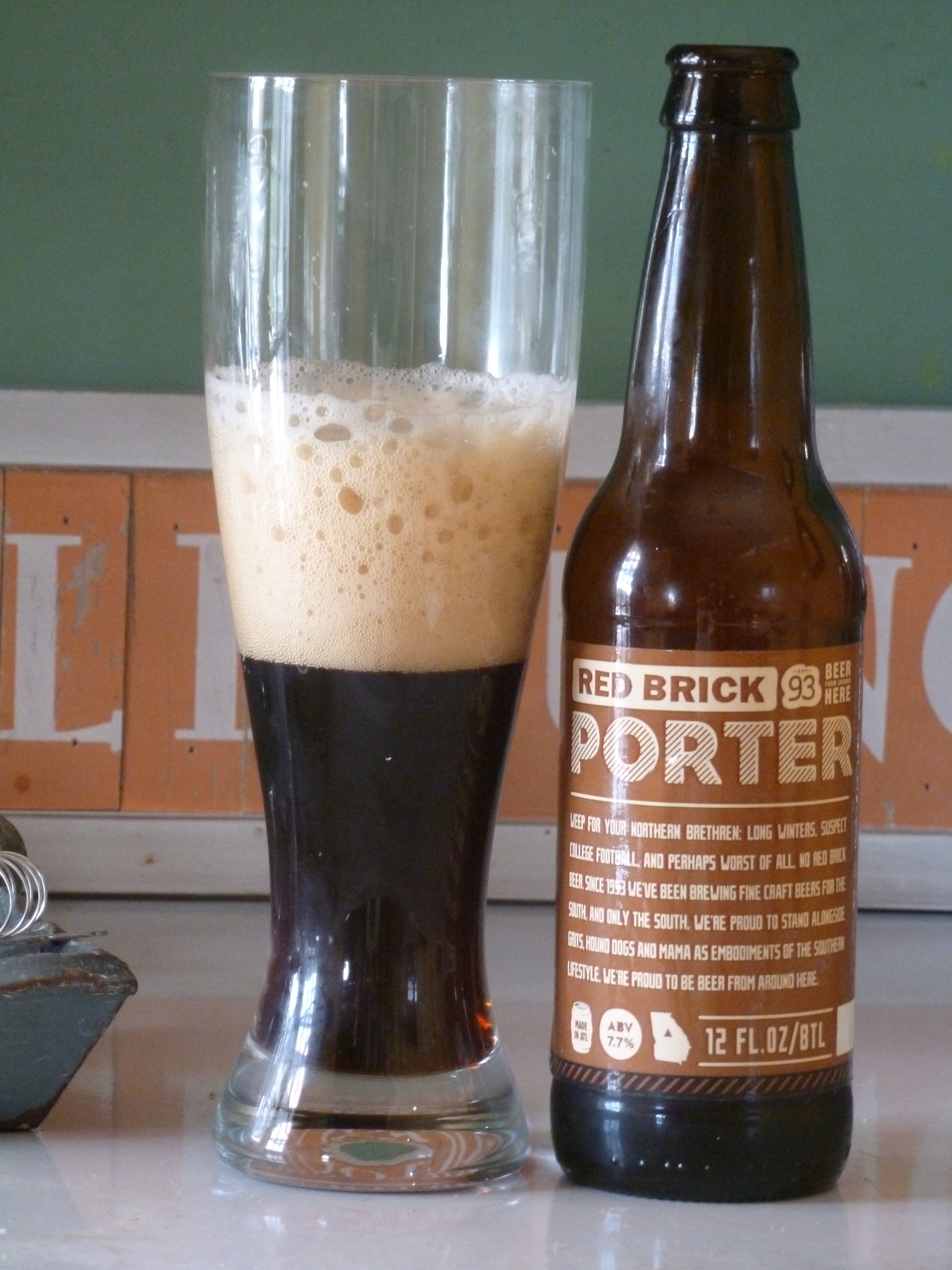
Piwo porter

Porter – ciemne, mocne piwo górnej fermentacji o barwie od rubinowej do czarnej, pochodzące z Anglii.

## Historia
Angielski porter wywodzi się z mieszanki trzech stylów piw typu ale – pale, mild i brown, którą chętnie spożywali na początku XVIII wieku londyńczycy. W 1730 roku uwarzono po raz pierwszy nowe piwo odpowiadające smakowo owej mieszance i nazwano je porterem. Służyło ono za zwykły napój londyńskiej klasie robotniczej. Nazwę wzięło od tragarzy ulicznych i rzecznych z ang. porters. Z czasem zaczęto je eksportować. Na przełomie XVIII i XIX wieku cieszyło się dużym uznaniem w Europie Wschodniej.

Porter jest trunkiem wybornym i zdrowym, który w roku 1730 warzyć zaczęto; przed tą epoką używane były trzy tylko style Piwa w Anglii, zwane: Ale, Beer i Twopenny, które zwykle mieszano, dolewaiąc po połowie dwóch gatunków z liczby trzech wyżey wzmiankowanych. — Gdy zaś weszło póżniey w zwyczay mieszać wszystkie te trzy  gatunki, z czego niemały wynikał zachód dla szynkarzów, którzy do iedney kwarty z trzech beczek utaczać  musieli trunku, piwowar Harwed powziął myśl przyrządzić trunek taki, któryby łączył, w sobie  własności wszystkich trzech gatunków piwa dotąd używanych, co też szczęśliwie mu się udało. — Ten był wynalazek Porteru, który miał niebawem wielu lubowników, a iako trunek tęgi i posilny, uważany że się dla wyrobników, a mianowicie dla Tragarzów  (Porters) przyda, od ich nazwiska, porterem został mianowany.

## Charakterystyka
Początkowo piwo typu porter było dość mocne, o zawartości ekstraktu słodowego do 15% i alkoholu do 6,5%, warzone ze słodu ciemnego. Obecnie angielskie portery są słabsze (ekstrakt do 11%, alkohol do 5%). Do ich warzenia jako słodu bazowego używa się słodu jasnego, a barwę uzyskuje przez dodatek słodu ciemnego, palonego, karmelowego. Stosuje się też dodatki niesłodowe w postaci kukurydzy i cukru.

## Porter bałtycki
Portery warzone w krajach basenu Morza Bałtyckiego należą do osobnego stylu piwa zwanego porterem bałtyckim. W odróżnieniu od angielskich porterów są piwami dolnej fermentacji (lager).